# Hong Kong Open 1985
Die Hongkong Open 1985 im Badminton fanden vom 10. bis zum 13. Januar 1985 in Hongkong statt.

## Finalergebnisse
| Disziplin    | Sieger                         | Finalist                           | Ergebnis          |
| ------------ | ------------------------------ | ---------------------------------- | ----------------- |
| Herreneinzel | Yang Yang                      | Morten Frost                       | 15-10, 15-11      |
| Dameneinzel  | Han Aiping                     | Zheng Yuli                         | 11-6, 11-2        |
| Herrendoppel | Jesper Helledie Steen Fladberg | Michael Kjeldsen Mark Christiansen | 15-8, 7-15, 15-12 |
| Damendoppel  | Han Aiping Xu Rong             | Wu Dixi Lin Ying                   | 15–4, 15–7        |
| Mixed        | Martin Dew Gillian Gilks       | Billy Gilliland Gillian Gowers     | 15-10, 18-16      |